# Chrysocraspeda dehonorata
Chrysocraspeda dehonorata är en fjärilsart som beskrevs av Louis Beethoven Prout 1913. Chrysocraspeda dehonorata ingår i släktet Chrysocraspeda och familjen mätare. Inga underarter finns listade i Catalogue of Life.